# Constança II de Hohenstaufen
Constança II de Hohenstaufen (1230-1307), també coneguda com a Constança Anna de Hohenstaufen, era filla de Frederic II del Sacre Imperi Romanogermànic i de la seua amant (i, segons algunes fonts, muller en secret) Blanca Lancia.
Son pare, per necessitats d'aliances, la va casar a l'edat de 14 anys amb Joan III Ducas Vatatzes (1193-1254), conegut com a Vataci l'Herètic, quan aquest tenia 50 anys i era emperador de Nicea (1222-1254).
Quedà viuda amb només 24 anys i a la mort del seu marit fou sol·licitada per Miquel Paleòleg, que havia reconquistat Constantinoble. Constança va resistir diversos anys les pretensions de Miquel, fins que el seu germà Manfred, nou rei de Sicília, la requerí per a la seua pàtria. La desgraciada emperadriu arribà just a temps per rebre la notícia de la mort del seu germà en la batalla de Benevent (1266) a mans de l'angeví Carles I d'Anjou. Junt amb la seua cunyada, la segona esposa de Manfred, Helena Àngel Ducas, i els seus cinc nebots, hagueren de fugir i refugiar-se en el castell de Hohenstaufen a Lucera (a prop de Foggia, Pulla), defensat per sarraïns que havien estat al servei de Frederic i continuaven sent fidels a la seua memòria. Després de ser conquistat el castell, la família fou conduïda a presó, on la seua cunyada perdé la vida al cap de cinc anys de captivitat. En no representar l'emperadriu cap perill per a la dinastia d'Anjou la deixaren en llibertat.

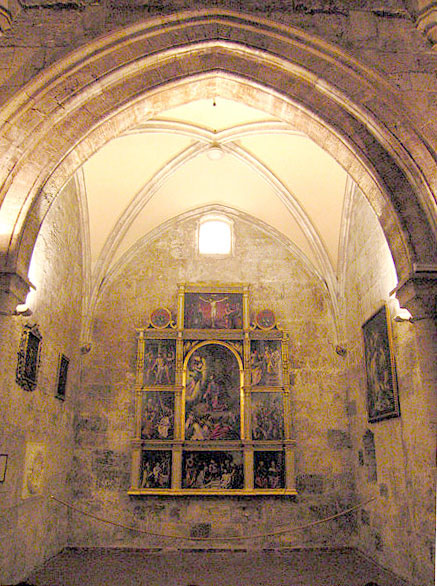
Capella de Pere Balaguer, on es col·locà la tomba el 1307

Com a viuda de l'emperador Joan Ducas, posseïa el senyoriu de tres importants viles a Anatòlia amb una renda de tres mil besants en or. No obstant això, aquesta renda llunyana no li arribava mai. Perseguida pel seu fillastre l'emperador Teodor Làscaris decidí embarcar-se, quasi d'almoina, rumb a una València acabada de conquistar, on s'instal·là per estar prop de la seua neboda Constança de Sicília, filla del primer matrimoni de Manfred i dona de l'infant Pere d'Aragó, futur Pere el Gran, fill i successor de Jaume I. Segons conta la tradició, com a únic equipatge en el viatge cap a València portava un fragment de la roca de Nicomèdia, de la qual, segons diu la llegenda, miraculosament va brollar aigua per al baptisme de santa Bàrbara.
En arribar l'emperadriu a València, el seu nebot l'infant Pere li oferí la jurisdicció sobre algun territori del Regne de València, però cansada de la política, decidí retirar-se a un convent que es fundaria a València arran de la relíquia que ella mateixa hi dugué. Tanmateix, sembla que durant els últims anys de la seua vida (1301-1307) la vila de Borriana li degué ser passada en feu i pogué haver-hi intervingut en la reparació dels grans clevills del presbiteri de la seua església del Salvador, en els contraforts del qual hi ha la seua efígie i tòtem heràldic a manera de gàrgoles.

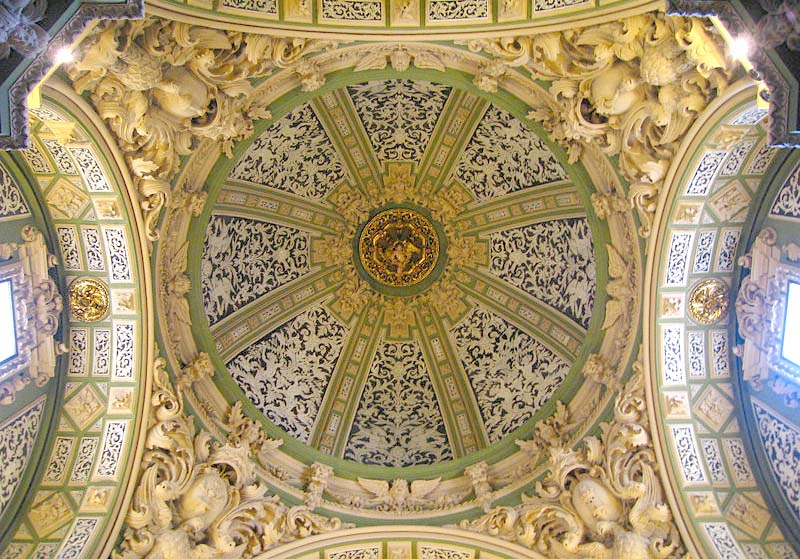
Cúpula amb esgrafiats i motlures barroques de Juan Pérez Castiel, a la capella de Santa Bàrbara, on va ser traslladat el sepulcre el 1689

En tant que últimes representants de Frederic II, Constança II de Hohenstaufen i la seua neboda Constança de Sicília, van cedir a Pere el Gran els drets sobre Sicília, que els reclamà poc després, el 1282, en apoderar-se de l'illa després dels esdeveniments coneguts com les Vespres Sicilianes.
Al final de la seua vida, Constança Anna manà erigir la capella de Santa Bàrbara a la dreta del presbiteri de l'església de Sant Joan de l'Hospital de València i manà ser-hi soterrada juntament amb la relíquia de santa Bàrbara que havia dut anys enrere des de Constantinoble. A la mort de Constança Anna el 1307, el seu hereu i renebot polític, el rei Jaume II el Just, fill de Pere el Gran i de Constança de Sicília, concedí honors de reial a aquesta capella de Santa Bàrbara. Les restes mortals i la referida relíquia que hi havia des de 1307 foren traslladades segles més tard, el 1689, a la nova capella barroca homònima, obra de l'arquitecte Juan Pérez Castiel (1684-1689), situada a l'esquerra del presbiteri de Sant Joan de l'Hospital.